# Monumento a Sebastopol

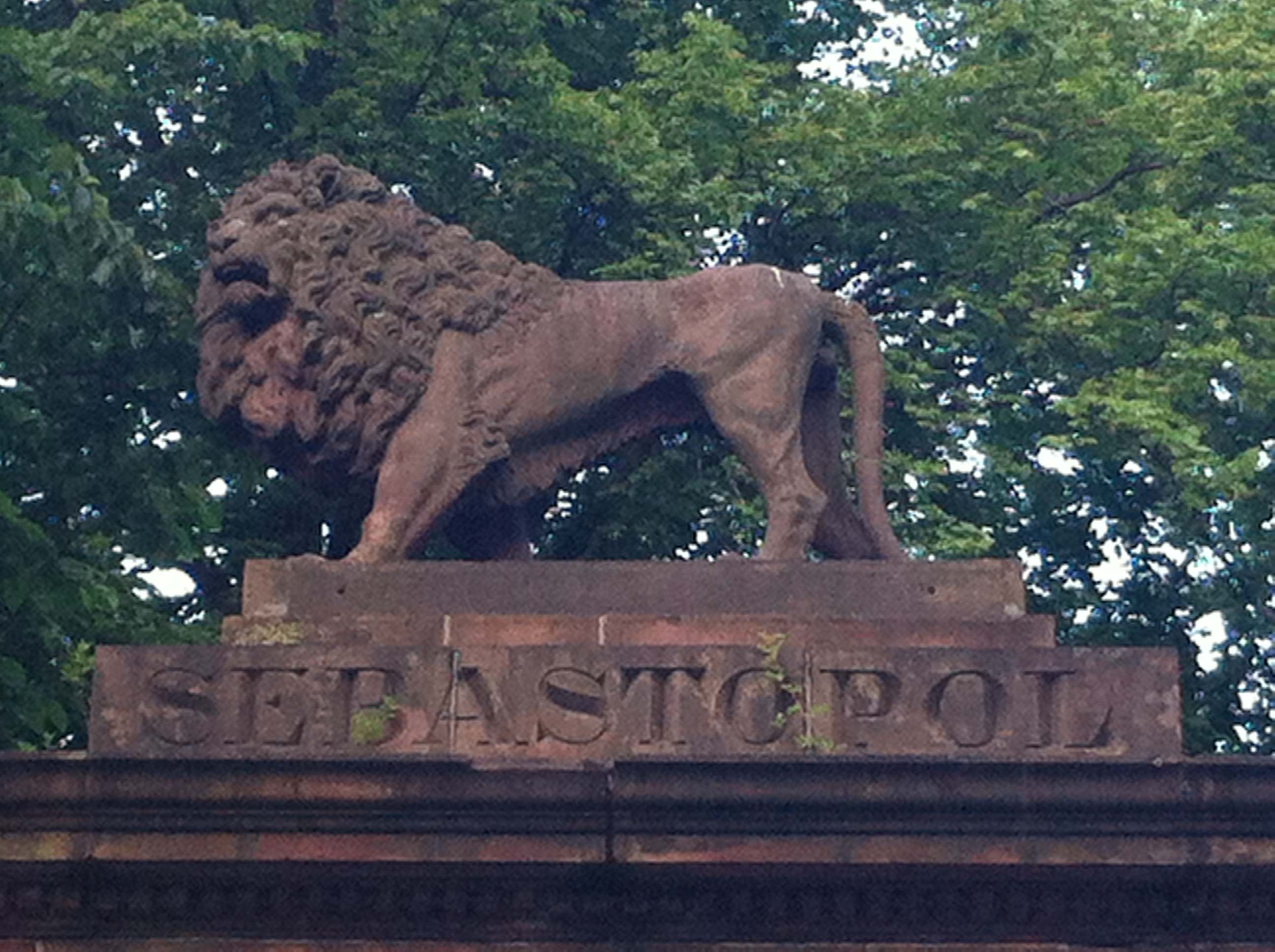
El león de 12 toneladas que corona el monumento

El monumento a Sebastopol (también conocido como monumento a la guerra de Crimea) es un arco de triunfo ubicado en la Old Burial Ground (lit. Antigua necrópolis) de Halifax, Nueva Escocia (Canadá). El arco conmemora el sitio de Sebastopol (1854-1855) en el marco de la guerra de Crimea, de los más célebres asedios de la historia militar. Erigido en 1860, es el único monumento a la guerra de Crimea en todo Norteamérica y el cuarto monumento más antiguo de Canadá.

## Descripción
El monumento a Sebastopol fue inaugurado el 17 de julio de 1860, obra del escultor George Lang, con el objetivo de conmemorar la victoria británica en la guerrea de Crimea y a los neoescoceses que participaron en ella. Lleva inscritos los nombres de las batallas libradas durante el período de un año, el tiempo que los británicos tardaron en atravesar los escasos 56 kilómetros desde el punto de desembarco hasta llegar a la capital Sebastopol con el objetivo de destruir su base naval rusa:
- Alma (septiembre de 1854)
- Balaclava (octubre de 1854)
- Inkerman (noviembre de 1854)
- Tchernaya (agosto de 1855)
- Redan (Gran Redan, septiembre de 1855)

En la era victoriana, estas batallas eran repetidamente conmemoradas, al igual que en el Imperio ruso de la época. El sitio de Sebastopol fue un tema reiterado en obras como Relatos de Sebastopol de León Tolstói (él mismo soldado en la guerra de Crimea y testigo del asedio) y el primer largometraje ruso, Oborona Sevastopolya (La Defensa de Sebastopol), considerado una de las películas más importantes de la historia del cine ruso y del cine histórico en general. La batalla de Balaclava se popularizó gracias al famoso poema de Alfred Tennyson, I barón Tennyson, La carga de la Brigada Ligera, y al cuadro de Robert Gibb, La delgada línea roja. La enfermera británica Florence Nightingale, quien alcanzó su fama mundial por sus aportes durante la guerra de Crimea, también participó en este suceso. 
El monumento a Sebastopol conmemora especialmente a dos neoescoceses en concreto, el mayor Augustus Frederick Welsford, del 97.º Regimiento, y el capitán William Buck Carthew Augustus Parker, del 77.º Regimiento, ambos fallecidos en la batalla del Gran Redan. Siendo las principales figuras en cuya memoria fue erigida la construcción, se suele llamar también monumento Welsford-Parker. Otros dos neoescoceses mencionados son Joseph Howe, quien entre marzo y abril de 1855 se dedicó en cuerpo y alma a reforzar las tropas reclutando soldados de la región, y William Fenwick Williams, primer baronet de Kars y futuro vicegobernador de Nueva Escocia, quien ganó su fama durante el asedio de Kars, comandando las tropas británicas.
Tanto el arco como la figura del león que lo corona son obra de Lang, habiendo costado a las arcas públicas 500 libras de la época. La estatua del león pesa unas 12 toneladas y es más grande que un león en tamaño real. Fue esculpida a partir de arenisca especialmente traída desde el condado de Albert, Nuevo Brunswick.